# ثوم جليلي
الثوم جليلي (باللاتينية: Allium galileum) نوع نباتي عشبي يتبع جنس الثوم من الفصيلة الثومية.

## الموئل والانتشار
ينتشر في الجليل في فلسطين.